# Camille Wolff
Camille Wolff (ur. 15 czerwca 1894 w Luksemburgu, zm. 30 grudnia 1977 tamże) – luksemburski tenisista, olimpijczyk.
Wystąpił w zawodach gry pojedynczej na Letnich Igrzyskach Olimpijskich 1924 (Paryż). Odpadł w pierwszej rundzie, po porażce 1:6, 0:6, 0:6 z reprezentantem Włoch, Umberto De Morpurgo.
Nigdy nie wziął udziału w zawodach Wielkiego Szlema.